# Estação Lamarck - Caulaincourt
Lamarck - Caulaincourt é uma estação da Linha 12 do Metrô de Paris, localizada no 18.º arrondissement de Paris.

## História
A estação foi aberta ao público em 31 de outubro de 1912 na linha A (hoje linha 12) da Société du chemin de fer électrique souterrain Nord-Sud de Paris (chamada Norte-Sul). Ela marca o ponto culminante da linha.

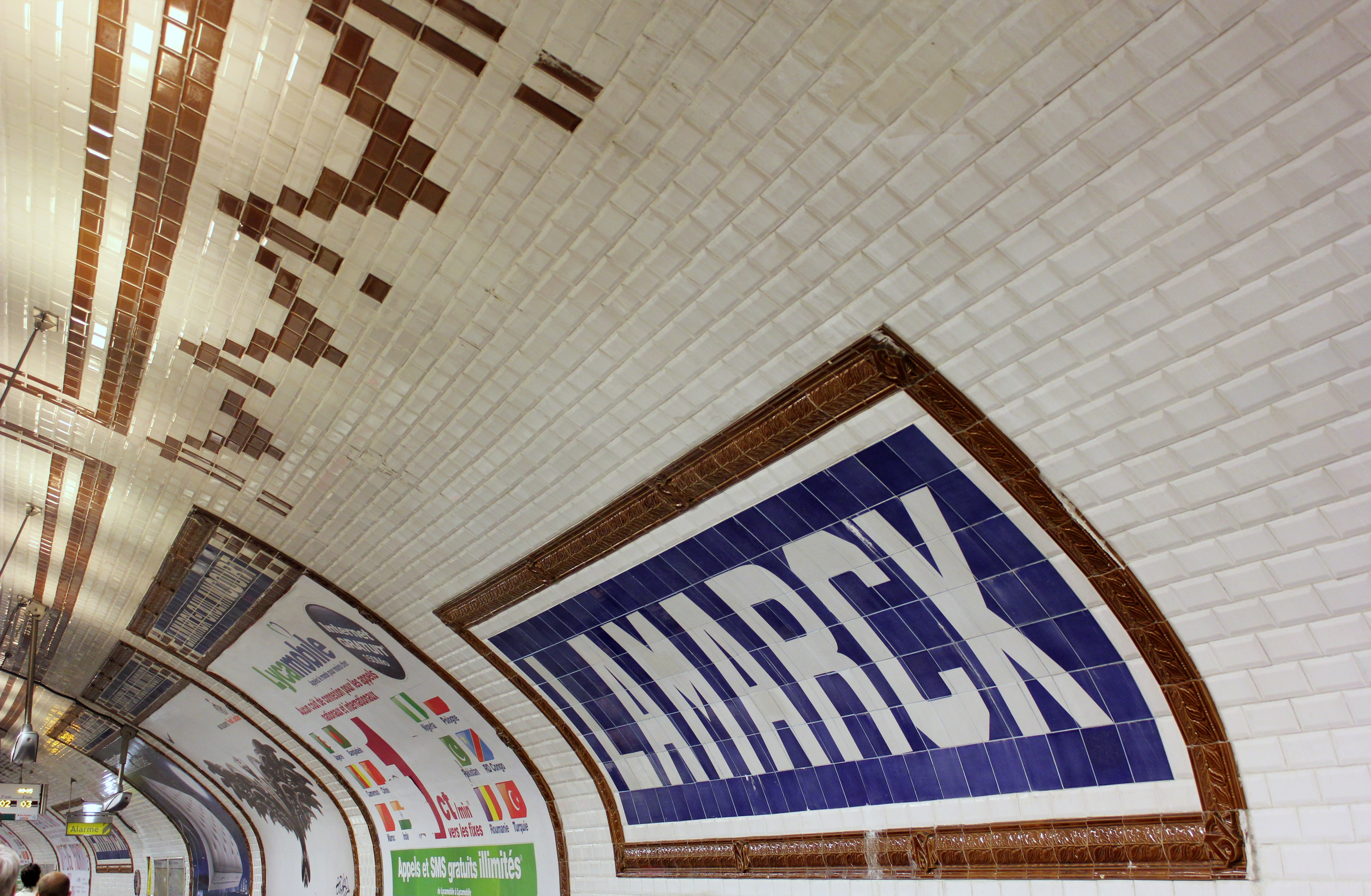
Painel do nome da estação

Foi originalmente planejado para ser chamada Pecqueur, por causa da proximidade com a place Constantin-Pecqueur. Ela se tornou finalmente Lamarck, pois a edícula de acesso leva para a rue Lamarck. Em seguida ela foi chamada Lamarck (Caulaincourt) por causa de sua proximidade com a rue Caulaincourt, antes de se tornar Lamarck - Caulaincourt. No entanto, nas plataformas, a cerâmica entre os quadros publicitários ainda tem apenas o nome original de "Lamarck".
Dos anos 1950 aos anos 2000, os pés-direitos foram revestidos de uma cambagem metálica com montantes horizontais verdes e quadros publicitários dourados iluminados. Antes de sua remoção como parte da renovação das plataformas de 2000 a 2001 consistindo a restaurar a decoração "Nord-Sud" de origem, foi completado com assentos "coque", característicos do estilo "Motte", de cor verde.
Como parte do programa "Renouveau du métro" da RATP, o restante da estação foi inteiramente renovado, necessitando o seu fechamento total ao público de 27 de março a 16 de junho de 2006.
Ela viu entrar 2 999 657 passageiros em 2015, o que a coloca na 181ª posição das estações de metrô por sua frequência.

## Serviços aos passageiros

### Acesso

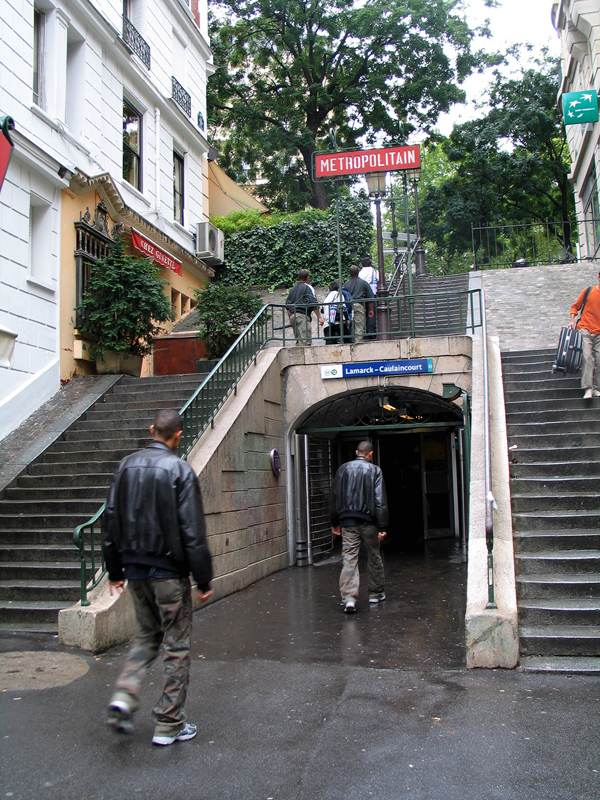
A entrada da estação

O único acesso à estação está situado na rue Lamarck, no final da rue Pierre-Dac. É cercado por duas escadas desta última, devido ao terreno acidentado em torno da colina de Montmartre. O acesso às plataformas é feito por um elevador ou por uma escada em espiral.

### Plataformas
Lamarck - Caulaincourt é uma estação na curva de configuração padrão: ela tem duas plataformas laterais separadas pelas vias do metrô e a abóbada é semi-elíptica, forma específica das antigas estações da Nord-Sud. Ela está estabelecida a 25 metros abaixo do nível da entrada, de acordo com um perfil especial caracterizado por uma abóbada abaixada a fim de suportar a pressão considerável do gesso, peculiaridade que ela compartilha com a estação Abbesses. A decoração leva o estilo "Nord-Sud" das origens com quadros publicitários e os entornos do nome da estação em faiança de cor marrom, desenhos geométricos marrons nos pés-direitos e na abóbada, o nome inscrito em cerâmica branca sobre fundo azul de pequeno tamanho acima dos quadros publicitários e de tamanho muito grande entre esses quadros, bem como as direções incorporadas na faiança nos tímpanos. As telhas de cerâmica brancas biseladas recobrem os pés-direitos, a abóbada e os tímpanos. A iluminação é fornecida por duas bandas-tubos e os assentos são de estilo "Akiko" de cor bordô.

### Intermodalidade
A estação é servida pelas linhas 80 e Montmartrobus da rede de ônibus RATP.

## Pontos turísticos
- Encosta norte da colina de Montmartre
- Museu de Montmartre
- Cemitério Saint-Vincent

## Cultura
O acesso da estação é visível no filme Le fabuleux destin d'Amélie Poulain mas é apresentado no final da rue Lepic, onde se encontra na verdade a estação Blanche.
O mesmo acesso também está representado no filme de animação Dilili à Paris, de Michel Ocelot. No entanto, sua presença na Paris de 1900 é ligeiramente anacrônica já que a estação não abriu até 1912. Da mesma forma, o acesso aparece ornado com uma edícula Guimard, enquanto que a estação nunca possuiu, tendo sido construído pela sociedade Nord-Sud que aplicou seu próprio estilo decorativo para seus acessos.